# Leptomyrmex ramorniensis
Leptomyrmex ramorniensis được phát hiện và miêu tả bởi Smith, D. J. & Shattuck, S. O. năm 2009.